# Розенгайм (хокейний клуб)
«Розенгайм» (повна назва з 2000 «Зоряні Бики Розенгайма», нім. Starbulls Rosenheim) — хокейний клуб з міста Розенгайм, Земля Баварія, Німеччина. Заснований у 1928 році. 

## Історія
Клуб заснований у 1928 році, найбільші успіхи досягнуті після Другої світової війни.
У 1961 році збудована нова ковзанка, EB «Розенгайм» отримав постійну «оселю», що дозволило проводити регулярні тренування. EB «Розенгайм» три роки потому, в сезоні 1963/64, підвищився у класі. У 1972 році команда виходить до Бундесліги, правда у 1973 клуб вилітає в нижчу лігу, а в сезоні 1974/75 повертається до Бундесліги. Фінансові негаразди призвели до бункрутства клубу у 1978 році.
У 1980 році команда відроджується з новою назвою «Sportbund DJK Rosenheim». В команду вкладає кошти Йозеф Мерц, який займається розвитком хокею в Розенгайме. У сезоні 1980/81, керівництво клубу підписує досі невідомого хокеїста Карла Фрізена, який допомагає клубові зайняти шосте місце. 
Рік по тому, «Sportbund DJK Rosenheim» посідає п'яту сходинку в регулярному чемпіонаті Німеччини і виходить в плей-оф. Здолаючи одного супротивника за іншим, команда здобуває свій перший титул чемпіонів Німеччини в історії клубу. У наступних сезонах маючи в своєму складі таких зіркових гравців, як Ернст Хефнер і Франц Райндль, виграти другий чемпіонат змогли у 1985 році. Основними конкурентами «Розенгайма» в цей час були EB Ландсгут, «Дюссельдорф» і Кельн. В сезоні 1988/89 «Розенгайм» досягли ще раз фіналу плей-оф, перемігши там Дюссельдорф 3:1. Це був третій і останній титул. 
У 1992 році команда з Розенгайму грала ще раз у фіналі з «Дюссельдорфом», в якому поступилась 0:3.
З часу створення Німецької хокейної ліги у 1994 році, клуб балансував на межі банкрутства. Що зрештою призвело до вильоту команди з Німецької хокейної ліги після сезону 1999/2000 років.
На початку 2000-х років команда грала в нижчих дивізіонах, власне почали свої виступи під сучасною назвою «Зоряні Бики Розенгайма» з чемпіонату Баварії. А в сезоні 2003/04 отримали право грати в Оберлізі. Вже в наступному сезоні грали в плей-оф, де поступились ЕНС «Мюнхен» 0:3. Рік по тому команда так само програла в чвертьфіналі.
Лише в сезоні 2009/10 перегравши всіх суперників, «Зоряні Бики Розенгайма» виходять до 2.Бундесліги, де і грають до цього часу.

## Досягнення
- Чемпіон Німеччини (3) — (1982, 1985, 1989).

## Відомі гравці
- Патрік Гагер